# Герб Аулів
Герб Ау́лів — один з офіційних символів смт Аули Криничанського району Дніпропетровської області, затверджений рішенням Аулівської селищної ради.

## Опис
Щит розтятий двічі на чорне, срібне і червоне поля. На центральному полі зелений лавровий вінок. Щит обрамований декоративним картушем i увінчаний золотою сільською короною. На червоній девізній стрічці дата «1632».
Автор — О. Ю. Потап.